# 可持续国家建设党
可持续国家建设党（汤加语： Paati Langafonua Tu'uloa ）是汤加的一个政党。它于2007年8月4日在新西兰奥克兰建立。  该党的主席是奥克兰的律师Sione Fonua 。在2008年大选前搬到汤加。 
 该党在2010年的选举中竞选了四名候选人，   但没有赢得任何席位。它打算招募更多的成员和候选人，并在2014 年参加下一次选举。 但该党在2017年选举没有竞选任何候选人，现已解散。